# Cofidis (wielerploeg)/2015

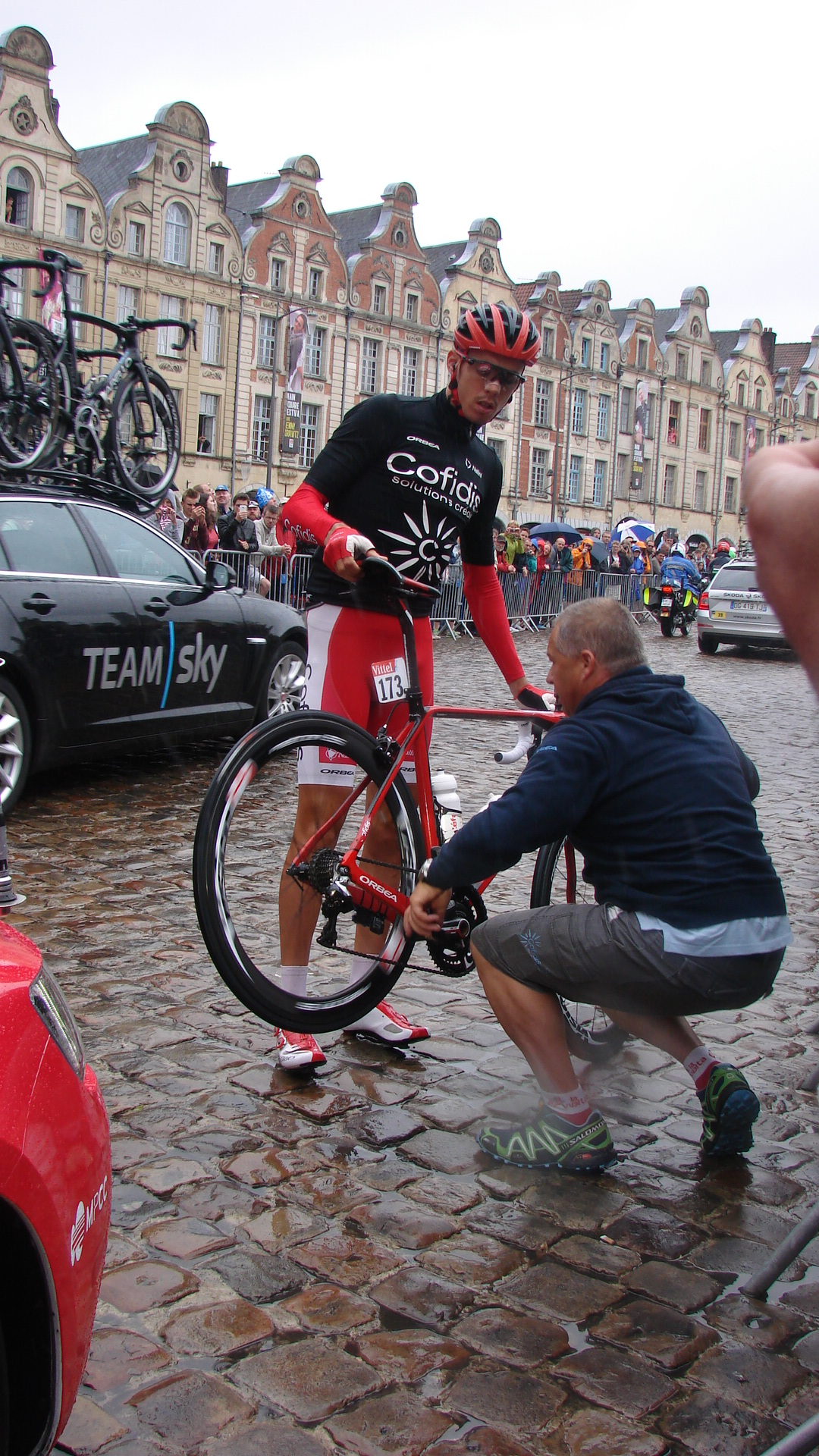
Christophe Laporte krijgt een fietswissel

Deze pagina geeft een overzicht van de Cofidis-wielerploeg in 2015.

## Algemeen
Algemeen manager: Yvon Sanquer
Ploegleiders: Alain Deloeuil, Didier Rous, Stéphane Augé, Jean-Luc Jonrond, Jacques Decrion
Fietsmerk: Orbea
Kopman: Nacer Bouhanni

## Transfers
| Inkomend            | Team 2014                       | Uitgaand            | Team 2015               |
| ------------------- | ------------------------------- | ------------------- | ----------------------- |
| Steve Chainel       | AG2R La Mondiale                | Jérôme Coppel       | IAM Cycling             |
| Nacer Bouhanni      | FDJ.fr                          | Romain Lemarchand   | Cult Energy Pro Cycling |
| Geoffrey Soupe      | FDJ.fr                          | Edwig Cammaerts     | Veranclassic-Ekoi       |
| Jonas Ahlstrand     | Giant-Shimano                   | Guillaume Levarlet  | Auber 93                |
| Kenneth Vanbilsen   | Topsport Vlaanderen-Baloise     | Egoitz García       | Murias Taldea           |
| Michael Van Staeyen | Topsport Vlaanderen-Baloise     | Stéphane Poulhiès   | Onbekend                |
| Stéphane Rossetto   | BigMat-Auber 93                 | Christophe Le Mével | Gestopt                 |
| Dominique Rollin    | Geen                            | Jérémy Bescond      | Onbekend                |
| Loïc Chetout        | GSC Blagnac-Velo Sport 31+Stage | Julien Fouchard     | Onbekend                |
| Anthony Turgis      | C.C.Nogent-sur-Oise+Stage       | Rein Taaramäe       | Astana Pro Team         |

## Renners
| Naam                | Geboortedatum | Nationaliteit | Ploeg 2014                      |
| ------------------- | ------------- | ------------- | ------------------------------- |
| Jonas Ahlstrand     | 16-02-1990    | Zweden        | Giant-Shimano                   |
| Yoann Bagot         | 06-09-1987    | Frankrijk     |                                 |
| Nacer Bouhanni      | 16-02-1990    | Frankrijk     | FDJ.fr                          |
| Steve Chainel       | 06-09-1983    | Frankrijk     | AG2R La Mondiale                |
| Loïc Chetout        | 23-09-1992    | Frankrijk     | GSC Blagnac-Velo Sport 31+Stage |
| Nicolas Edet        | 02-12-1987    | Frankrijk     |                                 |
| Romain Hardy        | 24-08-1988    | Frankrijk     |                                 |
| Gert Jõeäär         | 09-07-1987    | Estland       |                                 |
| Christophe Laporte  | 11-12-1992    | Frankrijk     |                                 |
| Cyril Lemoine       | 03-03-1983    | Frankrijk     |                                 |
| Luis Ángel Maté     | 23-03-1984    | Spanje        |                                 |
| Rudy Molard         | 17-09-1989    | Frankrijk     |                                 |
| Daniel Navarro      | 18-07-1983    | Spanje        |                                 |
| Adrien Petit        | 26-09-1990    | Frankrijk     |                                 |
| Dominique Rollin    | 29-10-1982    | Canada        | Geen                            |
| Stéphane Rossetto   | 06-04-1987    | Frankrijk     | BigMat-Auber 93                 |
| Florian Sénéchal    | 10-07-1993    | Frankrijk     |                                 |
| Julien Simon        | 04-10-1985    | Frankrijk     |                                 |
| Geoffrey Soupe      | 22-03-1988    | Frankrijk     | FDJ.fr                          |
| Anthony Turgis      | 26-05-1994    | Frankrijk     | C.C.Nogent-sur-Oise+Stage       |
| Michael Van Staeyen | 13-08-1988    | België        | Topsport Vlaanderen-Baloise     |
| Kenneth Vanbilsen   | 01-06-1990    | België        | Topsport Vlaanderen-Baloise     |
| Clément Venturini   | 16-10-1993    | Frankrijk     |                                 |
| Louis Verhelst      | 28-08-1990    | België        |                                 |
| Romain Zingle       | 24-01-1987    | België        |                                 |

## Overwinningen
Ronde van de Sarthe
1e etappe: Nacer Bouhanni
5e etappe: Nacer Bouhanni
GP Denain
Winnaar: Nacer Bouhanni
Vierdaagse van Duinkerke
2e etappe: Jonas Ahlstrand
Boucles de la Mayenne
2e etappe: Anthony Turgis
Eindklassement: Anthony Turgis
Critérium du Dauphiné
2e etappe: Nacer Bouhanni
4e etappe: Nacer Bouhanni
Puntenklassement: Nacer Bouhanni
Halle-Ingooigem
Winnaar: Nacer Bouhanni
Nationale kampioenschappen wielrennen
Estland - tijdrit: Gert Jõeäär
Estland - wegrit: Gert Jõeäär
Circuito de Getxo
Winnaar: Nacer Bouhanni
Ronde van de Ain
1e etappe: Nacer Bouhanni
2e etappe: Nacer Bouhanni
Ronde van de Limousin
3e etappe: Rudy Molard
GP d'Isbergues
Winnaar: Nacer Bouhanni
Eurométropole Tour
4e etappe: Jonas Ahlstrand
Ronde van de Vendée
Winnaar: Christophe Laporte
Nationale Sluitingsprijs
Winnaar: Nacer Bouhanni
UCI Europe Tour
Eindklassement: Nacer Bouhanni
Mannen: 1997 · 1998 · 1999 · 2000 · 2001 · 2002 · 2003 · 2004 · 2005 · 2006 · 2007 · 2008 · 2009 · 2010 · 2011 · 2012 · 2013 · 2014 · 2015 · 2016 · 2017 · 2018 · 2019 · 2020 · 2021 · 2022 · 2023 · 2024 · 2025
Vrouwen:2022 · 2023 · 2024 · 2025